# 却日布札木苏
却日布札木苏（？—？），蒙古族，图什业图旗（今内蒙古自治区科尔沁右翼中旗）北部白音道布地方人，第一世诺彦活佛。

## 生平
相传，却日布扎木苏原是本旗王府的“哈利亚图”（又译“哈日雅图”，意为“属民”），年轻时娶妻生子。27岁出家为僧，在图什业图王府佛堂供佛。据传说，却日布札木苏擅长医治“瘩背”（痈），达尔罕王患有该病，便寄信给图什业图王爷，请他将却日布札木苏送来为其治病。却日布札木苏来到达尔罕王府后，迅速治愈了达尔罕王的“瘩背”。后来达尔罕王封却日布札木苏为“阿巴达”（又译“阿巴”，意为叔父）喇嘛。
此后，民众称却日布札木苏为“葛根”。却日布札木苏35岁时，达尔罕旗、札萨克图旗共同奉其为葛根，并正式请他来到莲花图庙。同时，达尔罕旗、札萨克图旗商定，却日布札木苏作为这两个旗供奉的葛根，每年必须在两旗境内轮流各住半年。却日布札木苏遵守此规定，直到91岁圆寂。